# باين جام
شركة باين جام المحدودة (株式会社パインジャム Kabushikigaisha Pain Jamu) هو استوديو رسوم متحركة ياباني أسس في 2015

## أعمال

### مسلسلات أنمي تلفزيونية
- جيمرز! (2017)
- فقط لأن! (2017)[2]
- غليبنير (2020)

### أنيميشن إلكتروني أصلي
- Tawawa on Monday (2016)[3]